# Ekelöfs blik - en nordisk digterrejse
Ekelöfs blik - en nordisk digterrejse er en dansk portrætfilm fra 2007, der er instrueret af Claus Bohm efter manuskript af ham selv og Neal Ashley Conrad.

## Handling
En spirituel og poetisk bevidsthedsrejse og en visuel tolkning af digternes digter i Norden, Gunnar Ekelöf (1907-1968), og hans blik på verden. En rejse på et indre og et ydre plan, fyldt med nordiske digtere, poetiske mirakler, gådefuld skønhed og mystikkens ekstase.